# Стен Надолни
Стен Надолни (на немски: Sten Nadolny) е германски писател, автор на романи, разкази и есета.

## Биография и творчество
Стен Надолни произлиза от семейство на писатели. Израства в Горна Бавария, където дядо му по майчина линия, художник, през 1932 г. е построил къща.
Отначало Надолни по никакъв начин не желае да поеме професията на родителите си. Още в младостта си развива интерес към английския полярен изследовател Джон Франклин, който по-късно става основна фигура в най-успешния му роман „Откриването на бавността“ (Die Entdeckung der Langsamkeit) (1983).
След като полага матура в Траунщайн, Надолни се обучава за офицер-резервист във Военното училище в Мюнхен. После следва в Мюнхен, Тюбинген, Гьотинген и Берлин Средновековна и Нова история, а също политология. През 1976 г. завършва в Свободния университет на Берлин с теза „Дипломация на разоръжаването през 1932/1933 г.“. По време на следването си влиза в контакт със студентското движение от 60те години, от чиито идеи отначало е увлечен, но след неговото радикализиране също тъй решително го отхвърля.
На 38 години Надолни получава престижната австрийска литературна награда „Ингеборг Бахман“ за романа си „Откриването на бавността“ и така излиза на литературната сцена.
Стен Надолни е член на немския ПЕН клуб.

## Награди и отличия
- 1980: „Награда Ингеборг Бахман“
- 1985: „Награда Ханс Фалада“
- 1986: Premio Vallombrosa
- 1995: „Награда Ернст Хоферихтер“
- 2004: „Награда Якоб Васерман“
- 2005: „Mainzer Stadtschreiber
- 2010: „Вайлхаймска литературна награда“
- 2012: „Литературна награда на Рейнгау“[3]
- 2012: Buchpreis der Stiftung Ravensburger Verlag